# فرانك فولر لوميس
فرانك فولر لوميس (بالإنجليزية: Frank Fowler Loomis)‏ هو مخترع ومهندس ورجل إطفاء أمريكي، ولد في 2 أبريل 1854 في آكرون في الولايات المتحدة، وتوفي بنفس المكان في 19 سبتمبر 1936.